# Deutsch-israelische Beziehungen
Deutsch-israelische Beziehungen beschreiben das Verhältnis zwischen Israel und Deutschland, das auf einer Wertegemeinschaft sowie einer ähnlichen Sichtweise der jüngsten Zeitgeschichte basiert. Der Völkermord an den europäischen Juden während des Holocaust durch das nationalsozialistische Deutschland spielt dabei eine herausragende Rolle.

## Luxemburger Abkommen von 1952
In den frühen 1950er Jahren begannen die Verhandlungen zwischen dem israelischen Ministerpräsidenten David Ben-Gurion, dem Vorsitzenden der Jewish Claims Conference Nahum Goldmann und dem Bundeskanzler der Bundesrepublik Deutschland Konrad Adenauer. Wegen der problematischen Entscheidung, Reparationszahlungen der Bundesrepublik anzunehmen, wurde diese Frage im israelischen Parlament debattiert. 1952 wurde das Luxemburger Abkommen geschlossen. Bis 2007 zahlte Deutschland 25 Milliarden Euro Reparationen an den israelischen Staat und einzelne israelische Holocaustüberlebende. Bis zum Oktober 2018 beliefen sich deutsche Entschädigungsleistungen auf mehr als 74 Milliarden Euro, davon entfielen rund 29 Milliarden Euro auf in Israel lebende NS-Verfolgte. Jährlich werden rund 300 Millionen Euro an Entschädigungsrenten, überwiegend nach dem Bundesentschädigungsgesetz (BEG), und verwandte Leistungen an Empfänger in Israel ausgezahlt.

## Entwicklung

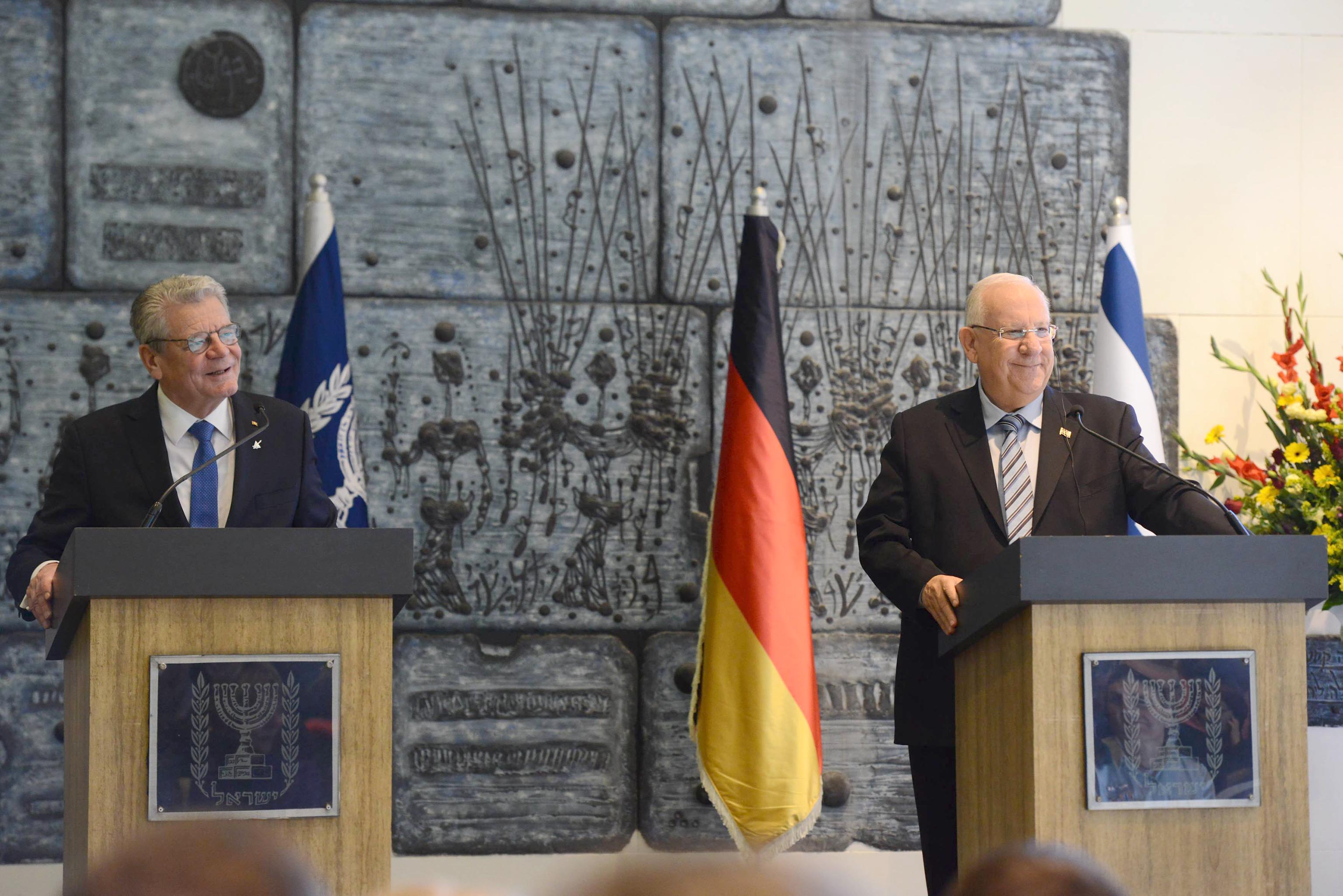
Joachim Gauck auf Staatsbesuch in Israel mit Reuven Rivlin, Dezember 2015

1950 wurde der evangelische Theologe Hermann Maas als erster Deutscher offiziell nach Israel eingeladen. Er und zahlreiche weitere protestantische Pfarrer und Theologen gehörten zu einem Netzwerk, das eher der SPD nahestand und seit dem Luxemburger Abkommen diplomatische Beziehungen zu Israel forderte. Im Jahr 1964 war diese Diskussion im Rat der Evangelischen Kirche in Deutschland (EKD) angekommen. Der Vorsitzende des Rates, Kurt Scharf, gehörte zu denen, die den öffentlichen Druck erhöhten, der schließlich Bundeskanzler Ludwig Erhard dazu bewog, gegen den Willen des Auswärtigen Amtes den Botschafteraustausch in die Wege zu leiten. Denn am 26. Oktober 1964 sandte der Rat der EKD ein von Scharf unterzeichnetes Schreiben an die Bundesregierung, in dem deutlich zugunsten eines deutsch-israelischen Botschafteraustausches plädiert wurde.
Auf einem Geheimtreffen vom Generaldirektor im Verteidigungsministerium Schimon Peres und dem bundesdeutschen Verteidigungsminister Franz Josef Strauß im Spätsommer 1957 in Bonn bekannte sich Strauß zur Verantwortung Deutschlands für das Überleben des von feindlichen Nachbarn in seiner Existenz bedrohten jüdischen Staates und stellte Rüstungshilfen samt Finanzierung in Höhe von 300 Millionen Deutsche Mark in Aussicht. Dies war acht Jahre vor der Aufnahme diplomatischer Beziehungen beider Staaten der Beginn einer Verteidigungskooperation, die bis heute fortbesteht.
Am 14. März 1960 kamen in New York Israels Premierminister David Ben-Gurion und Bundeskanzler Konrad Adenauer im Hotel Waldorf Astoria zu einem ersten Treffen der Regierungschefs beider Länder zusammen. Am 12. Mai 1965 nahmen dann die Bundesrepublik Deutschland und der Staat Israel offizielle diplomatische Beziehungen zueinander auf. Seit dieser Zeit finden regelmäßig Staatsbesuche beider Länder statt.
Die Deutsch-Israelische Gesellschaft wurde 1966 als Freundschaftsorganisation gegründet. In der Satzung heißt es: „Aufgabe der Gesellschaft ist es, die Beziehungen zwischen Deutschland und Israel in allen Fragen des öffentlichen und kulturellen Lebens zu vertiefen. Die Gesellschaft dient der Förderung internationaler Verbundenheit, der Toleranz und der Verständigung der Völker, insbesondere im Nahen Osten.“
Nach der Aufnahme diplomatischer Beziehungen hat es mehr als fünf Jahre bis 1970 gedauert, bis ein offizieller Besuch zustande kam. Der israelische Außenminister Abba Eban wurde in Bonn vorstellig, nachdem er das frühere KZ Dachau bei München besucht hatte. Er traf mit dem Außenminister Walter Scheel zu einem zweieinhalbstündigen Gespräch zusammen.
Belastend für die bilateralen Beziehungen waren die gescheiterte Befreiungsaktion deutscher Sicherheitsorgane bei dem Münchner Olympia-Attentat der israelischen Delegation 1972 und die Weigerung von Bundeskanzler Willy Brandt, amerikanischen Transportflugzeugen die Zwischenlandung zum Auftanken auf dem Luftstützpunkt Ramstein bei Frankfurt zu erlauben, die Waffen während des Jom-Kippur-Krieges nach Israel lieferten.
Bei seinem ersten offiziellen Staatsbesuch außerhalb Europas besuchte Bundespräsident Roman Herzog Israel 1994. Nach dem Regierungsumzug von Bonn nach Berlin war es der israelische Ministerpräsident Ehud Barak, der als erster ausländischer Regierungschef 1999 nach Berlin eingeladen wurde. Bundeskanzler Gerhard Schröder besuchte Israel im Oktober 2000. Anlässlich der 2005 durchgeführten 40-Jahr-Feier zum Bestehen der diplomatischen Beziehungen besuchten sich Bundespräsident Horst Köhler und der israelische Präsident Moshe Katsav gegenseitig. Die beiden Länder gründeten ein Netzwerk von Kontakten zwischen parlamentarischen, Regierungs- und Nicht-Regierungsorganisationen, auch in strategischen und sicherheitspolitischen Fragen.
Zum 60. Jahrestag der Unabhängigkeit Israels stattete Bundeskanzlerin Angela Merkel Israel einen dreitägigen Besuch ab. Dabei unterzeichnete sie mit dem israelischen Ministerpräsident Ehud Olmert eine Reihe von Projekten, unter anderem über Bildung, Umwelt und Verteidigungsangelegenheiten. Dies war das erste Treffen zwischen dem Bundeskabinett und einem Kabinett außerhalb Europas, ähnliche Treffen sollen voraussichtlich regelmäßig stattfinden. Am 18. März 2008 hielt Merkel in der Knesset eine international beachtete Rede in deutscher Sprache. Merkels Rede erregte bei einigen Mitgliedern der Knesset Unmut. Benjamin Netanyahu meinte dazu, die Rede hätte abgebrochen werden müssen oder auf Englisch gehalten werden sollen.
Im Jahr 2024 warf Amnesty International der deutschen Bundesregierung eine bezüglich des Krieges in Nahost eine den „ganzen Konflikt hindurch“ „einseitige Parteinahme zugunsten Israels“ vor. Während die Kriegsverbrechen der Hamas zu Recht von der Bundesregierung kritisiert würden, benenne die Regierung völkerrechtswidrige Handlungen Israels nicht als solche.

## Handel
Deutschland ist Israels größter Handelspartner in Europa und Israels drittwichtigster Handelspartner nach den Vereinigten Staaten von Amerika und der Volksrepublik China. Israel importiert aus Deutschland Waren für umgerechnet 2,3 Milliarden US-Dollar.

## Kultur, Wissenschaft und Gemeinschaftsprogramme
Zur Förderung des wissenschaftlichen Austausches zwischen israelischen und deutschen Universitäten wurde die Minerva Stiftung gegründet, eine Tochtergesellschaft der Max-Planck-Gesellschaft. Auf Initiative von Bundespräsident Johannes Rau wurde im Jahr 2001 das Koordinierungszentrum Deutsch-Israelischer Jugendaustausch ConAct gegründet. So sollen sich die deutsche und die israelische Jugend der gemeinsamen Geschichte und der Sensibilität der Beziehungen bewusst werden. Es bestehen etliche Austauschprogramme zwischen jungen Israelis und Deutschen. Über 2.000 Israelis und 4.500 Deutsche nehmen jährlich an einem Austauschprogramm des deutschen Bundesministeriums für Familie, Senioren, Frauen und Kinder teil.
Die deutsche Organisation Aktion Sühnezeichen Friedensdienste spielt eine wichtige Rolle, Deutsche und Israelis zusammenzuführen. Seit 1961 hat die Aktion Sühnezeichen über 2.500 Freiwillige in israelische Krankenhäuser und Sozialprogramme vermittelt. Kirchen und Wirtschaftszusammenschlüsse sind aktiv an einer Ausarbeitung der Beziehungen beteiligt. Am Jugendaustausch beteiligten sich seit 1960 auch viele Sportler, die ab 1962 durch die Deutsche Sportjugend intensive Kontakte nach Israel unterhielten und damit den Weg für gute Kontakte der Sportverbände ebneten. Sowohl der Deutsche Olympische Sportbund als auch der Deutsche Fußball-Bund haben Kooperationsvereinbarungen mit ihrem jeweiligen Pendant in Israel unterzeichnet.
Über 100 israelische Städte und lokale Behörden pflegen Verbindungen zu Deutschland. Haifa hat fünf Städtepartnerschaften in Deutschland, Tel Aviv vier und Netanya zwei.
Seit 1966 ist die Deutsch-Israelische Gesellschaft aktiv, um die menschlichen Beziehungen beider Länder zu stärken. Das Junge Forum DIG ist das Forum junger Mitglieder im Alter von 14 bis 35 Jahren. Zu den Aktivitäten gehört die Organisation der Deutsch-Israelischen Zukunftswerkstatt, um nicht-traditionelle Themen der bilateralen Beziehungen zu diskutieren und Herausforderungen und Gemeinsamkeiten in der Zukunft zu identifizieren.

## Sicherheit
Von 1959 bis 1967 war die Bundesrepublik Deutschland ein bedeutender Lieferant von militärischer Ausrüstung und Waffen nach Israel. Bis Mitte der 1960er Jahre lieferte sie Panzerfahrzeuge US-amerikanischer Fertigung aus Beständen der Bundeswehr an Israel, umgekehrt erhielt diese die Uzi als Standardmaschinenpistole. Deutschland belieferte Israel ab 1999 mit U-Booten der Dolphin-Klasse, im Gegenzug wurde Deutschland mit in Israel entworfenen Spike-Panzerabwehrraketen und Drohnen ausgestattet. 2008 wurde eine geheime deutsch-israelische Zusammenarbeit bekannt, in der ein antinukleares Frühwarnsystem entwickelt wurde, Operation Bluebird genannt.
Nach dem Scheitern deutscher Polizeikräfte bei der Geiselnahme israelischer Sportler während der Olympiade in München 1972 kooperierte man eng mit Israel bei der Aufstellung eigener Antiterroreinheiten. GSG-9-Kommandeur Ulrich Wegener wurde bei den Sajeret Matkal ausgebildet und war 1976 in deren Geiselbefreiungsoperation von Entebbe mit eingebunden. Im Jahr darauf konnte er mit seinen Männern in der Befreiungsaktion von Mogadischu die Wirksamkeit dieser Kooperation unter Beweis stellen.

## Beziehung zur DDR
Die Deutsche Demokratische Republik hat im Gleichklang mit der Sowjetunion und der von ihr vorgegebenen Ideologie den Staat Israel als die Speerspitze des US-Imperialismus im Nahen Osten bekämpft und Zionismus mit Faschismus gleichgesetzt. Die arabischen Staaten sowie die Palästinensische Befreiungsorganisation erhielten politische und diplomatische Unterstützung, Waffen (bspw. Geheimoperation Aleppo) sowie Unterstützung bei der Ausbildung ihrer Streitkräfte und Geheimdienste und bot sichere Rückzugsräume für Terroristen und medizinische Versorgung in DDR-Krankenhäusern. Nach der Niederlage der arabischen Armeen im Sechstagekrieg 1967 beschloss die Sowjetunion die Aufrüstung der arabischen Staaten gegen Israel. Einen Höhepunkt erreichte dieses Engagement im Jom-Kippur-Krieg von 1973, als ein Luftwaffen-Geschwader nach Syrien geflogen wurde, mit dem Luftangriffe von sowjetischen Piloten geflogen wurden. Offiziell trat die DDR für eine friedliche Beilegung des israelisch-palästinensischen Konflikts ein, allerdings baute sie intensive Beziehungen zu Syrien, dem Irak und Libyen auf, die jede Verhandlungslösung mit Israel prinzipiell ablehnten und Förderer der radikalsten Fraktionen in der Palästinensischen Befreiungsorganisation (PLO) waren.
Erst mit der Wende und friedlichen Revolution in der DDR nahm die erste frei gewählte Volkskammer der DDR am 12. April 1990 eine Resolution an, in der sie sich von der bisher praktizierten „anti-israelischen und antizionistischen Politik“ distanzierte und sich entschuldigte. Die Entschuldigung war Teil einer breit angelegten Resolution, die sich an verschiedene Völker richtete.